# 제3기 중반 이그님브라이트 폭발
제3기 중반 이그님브라이트 폭발(Mid-Tertiary ignimbrite flare-up)은 약 2500만~4000만 년 전 신생대 중기에 미국 서부를 중심으로 일어난 극적인 화산 폭발 시기였다. 이 폭발은 오늘날 폭발로 인해 쌓인 이그님브라이트, 즉 화산쇄설암 물질의 퇴적물로 관찰된다.

## 개요
폭발 시기 수많은 분출이 있었다. 총 부피는 5x105 km3의 화산회류 응회암과 5x106 km3의 중간 및 규산질 용암을 포함한다. 이 양은 일부 가장 큰 비폭발식 화산 지역과 맞먹는다 (가장 큰 화산 분화 목록 참조). 참고로, 1980년 세인트헬렌스산 분화는 약 1 km3였다. 폭발 시기 중 가장 큰 분출이자 알려진 가장 큰 폭발성 분출은 콜로라도주 남서부의 피시캐니언 응회암이다. 그 자체로도 5,000 km3의 부피를 가진다. 폭발 시기의 세 가지 주요 화산 중심지는 네바다주 중부의 중부 네바다 화산지대, 네바다주 동부/유타주 서부의 인디언 피크 화산 지대, 콜로라도주의 산후안 화산지대이다.

## 원인
폭발적인 화산 활동의 주요 지구조적인 원동력은 슬래브 롤백이다. 라라마이드 조산운동 기간 섭입하는 파랄론 판은 매우 얕은 각도로 섭입했다. 이 섭입이 멈추자 맨틀 쐐기가 열리면서 폭발이 일어났다. 가능한 슬래브 롤백, 슬래브 윈도우, 판의 좌굴를 포함한 이 개방의 세부 사항은 폭발 내의 특정 화산 추세를 설명할 수 있다.

## 같이 보기
- 분지 및 산맥 지대의 대규모 화산 분출 목록
- 슬래브 갭 가설